# Dorfkirche Hottelstedt

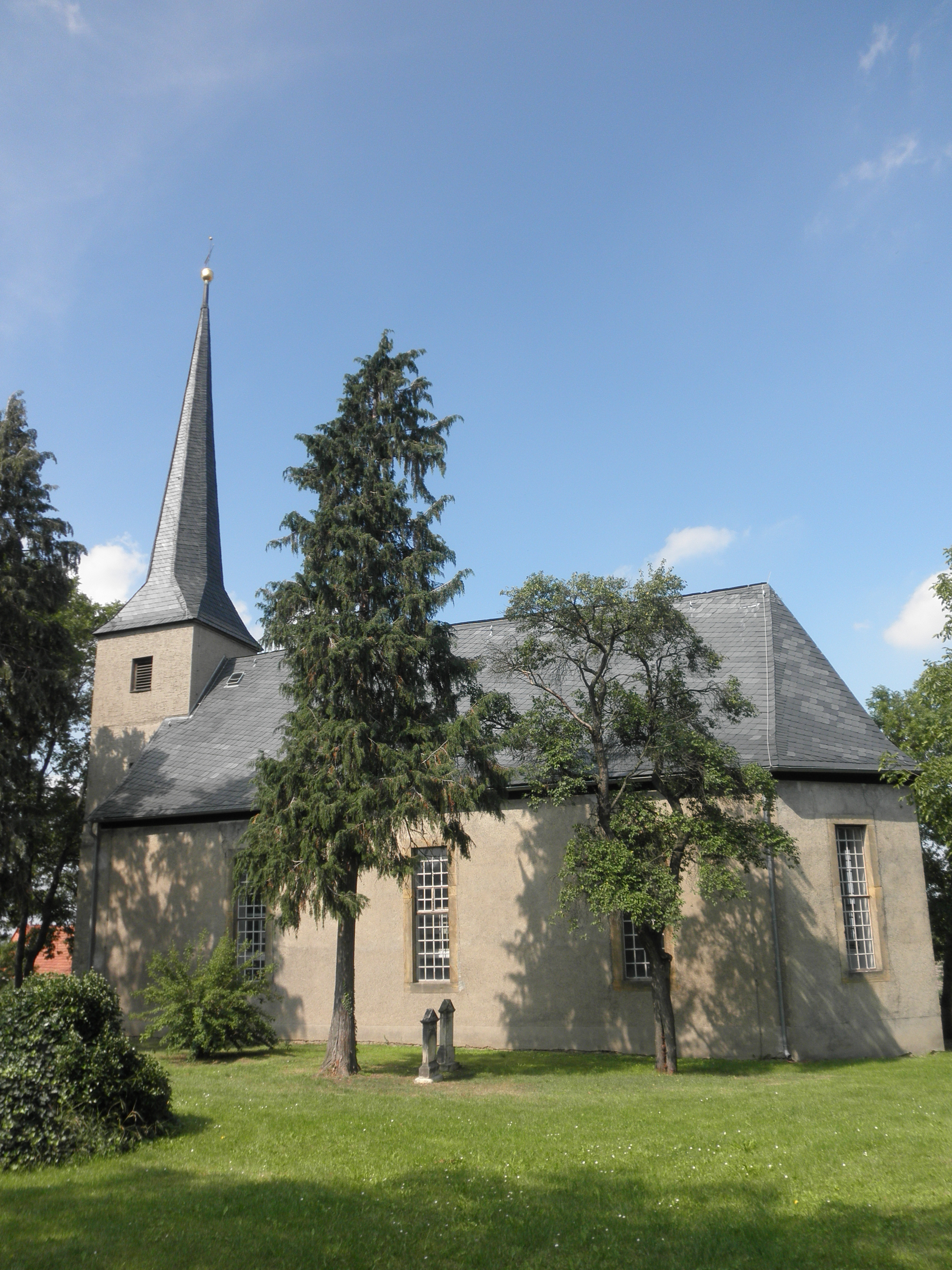
Die Kirche

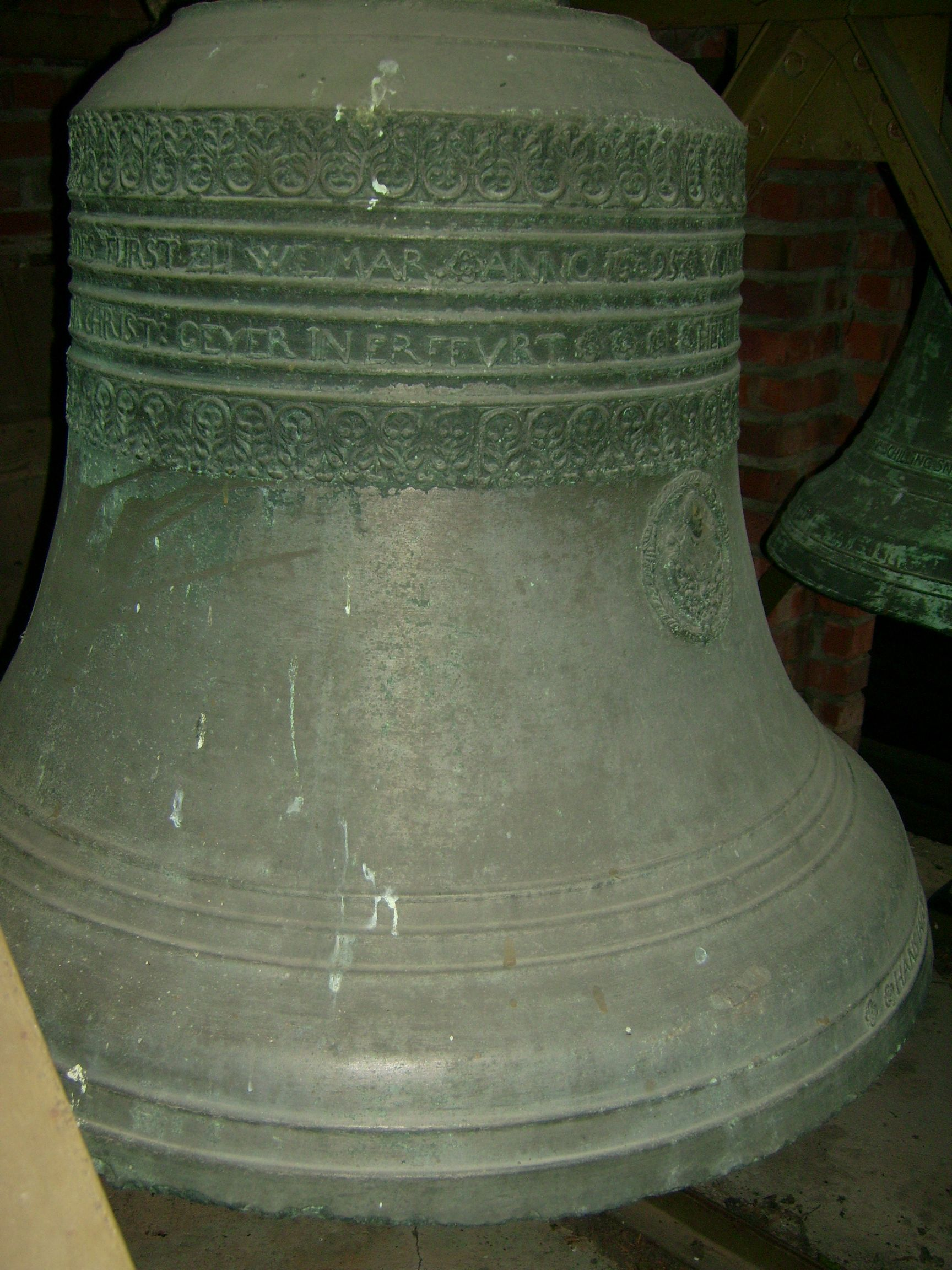
Die Geyer - Glocke

Die evangelische Dorfkirche Hottelstedt steht im Ortsteil Hottelstedt der Landgemeinde Am Ettersberg im Landkreis Weimarer Land in Thüringen. Sie gehört zum  Kirchengemeindeverband Ramsla im Kirchenkreis Weimar der Evangelischen Kirche in Mitteldeutschland und steht mitsamt dem Friedhof auf der Liste der Kulturdenkmale in Am Ettersberg.

## Lage
Die Dorfkirche befindet sich zentral im Ortsteil.

## Geschichte und Ausstattung
Die spätgotische Dorfkirche mit quadratischem Westturm stammt aus dem 16. Jahrhundert. Der spitze Turm ist  beschiefert und mit einer Uhr versehen. Das Kirchenschiff ist innen weiß gestrichen und macht den Raum schlicht und hell. 2010 wurde das Dach saniert und gesichert.
Von der Anfangsausstattung ist noch eine Predella des ersten Altars vorhanden. Der jetzige Portikusaltar stammt aus dem 18. Jahrhundert. Das dreiteilige Geläut besteht aus einer Bronzeglocke aus dem Jahr 1695 von Johann Christoph Geyer aus Erfurt, sowie einer 1928 und einer 1948 gegossenen Bronzeglocke von Franz Schilling Söhne (Apolda).
Von der Orgel, einem Werk von Johann Conrad Vockarodt aus dem frühen 18. Jahrhundert, sind nur noch Reste vorhanden.